# Hinterrhein, Rheinwald
Hinterrhein (rätoromanska: Valragn) är en ort och tidigare kommun i regionen Viamala i kantonen Graubünden, Schweiz. Kommunen blev 2019 en del av den nya kommunen Rheinwald.
Området användes som betesmark fram till 1270-talet, då det började bebyggas av tyskspråkiga walser, vilket gör Hinterrhein till den äldst dokumenterade av kantonens många walserbosättning. Kyrkan är reformert.